# Línea 13 (Comodoro Rivadavia)
La línea 13 es una línea de colectivos suburbana de Comodoro Rivadavia, bajo concesión de la empresa Transporte Patagonia Argentina desde 2009 que une el Bo. Centro con el Bo. Don Bosco produciendo un troncal en km 8 y viceversa. Funciona desde las 05:00 hasta las 00:00. Posee una longitud de 34 km. Es una de las 6 líneas que circulan por el Barrio Don Bosco.

## Historia
Anteriormente, esta línea era explotada bajo la Expreso Pueyrredon (Los celestes) durante el boom petrolero en la ciudad, después en la década del 1980 la línea quedó sin servicio hasta que en el año 2009 Transporte Patagonia Argentina reincorpora el servicio suburbano a este número.

## Cuadro Tarifario
| Boleto                      | Tarifa    |
| --------------------------- | --------- |
| Primera sección (Urbano)    | $22       |
| Segunda sección (Suburbano) | $23.52    |
| Tercera sección (Diadema)   | No aplica |
| Cuarta sección (Rada Tilly) | No aplica |
| Estudiante                  | $11       |
| Jubilado                    | $11       |
| Discapacitado               | $0.00     |
| Policía del Chubut          | $0.00     |

En el caso de los boletos de estudiante y jubilado reciben un subsidio de la municipalidad de Comodoro Rivadavia que les cubre un 50% del valor del boleto en 2 pasajes díarios, mientras que el restante 50% lo proporciona el gobierno de Chubut a través del TEG Chubut.

## Recorrido

### 13: Centro - Standart Norte
| 13         | Primer servicio A: Standart Norte | Primer servicio A: Centro | Último servicio A: Standart Norte | Último servicio A: Centro |
| Laborables | 05:35                             | 06:32                     | 23:00                             | 23:57                     |
| Sábados    | 05:30                             | 06:27                     | 23:00                             | 23:57                     |
| Festivos   | 06:00                             | 06:57                     | 23:00                             | 23:57                     |

Ida
| BUS2 | KBHFa |

|  | BHF |

|  | BHF |

|  | BHF |

|  | BHF |

|  | BHF |

|  | BHF |

|  | BHF |

|  | BHF |

|  | BHF |

|  | BHF |

|  | BHF |

|  | BHF |

|  | BHF |

|  | BHF |

|  | BHF |

|  | BHF |

|  | BHF |

|  | BHF |

|  | BHF |

|  | BHF |

|  | BHF |

|  | BHF |

|  | BHF |

|  | BHF |

|  | BHF |

|  | BHF |

|  | BHF |

|  | BHF |

|  | BHF |

|  | BHF |

|  | BHF |

|  | BHF |

|  | KBHFe |

Regreso:
|  | KBHFa |

|  | BHF |

|  | BHF |

|  | BHF |

|  | BHF |

|  | BHF |

|  | BHF |

|  | BHF |

|  | BHF |

|  | BHF |

|  | BHF |

|  | BHF |

|  | BHF |

|  | BHF |

|  | BHF |

|  | BHF |

|  | BHF |

|  | BHF |

|  | BHF |

|  | BHF |

|  | BHF |

|  | BHF |

|  | BHF |

|  | BHF |

|  | BHF |

|  | BHF |

|  | BHF |

|  | BHF |

|  | BHF |

|  | KBHFe |

## Galería

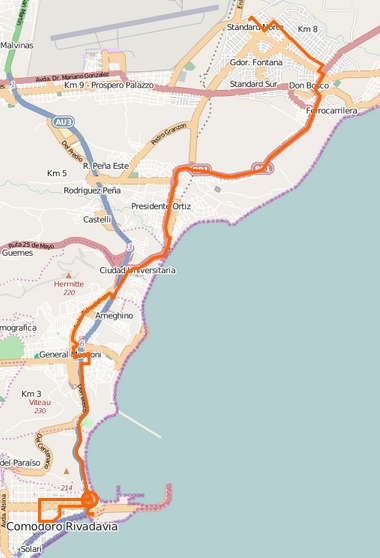
Recorrido de ida.
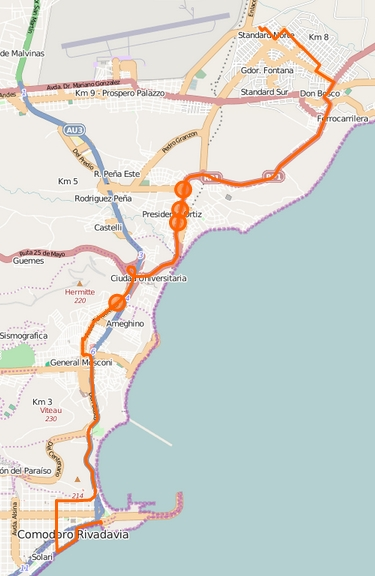
Recorrido de vuelta.